# Fritt vilt II
Fritt Vilt II è un film del 2008 diretto da Mats Stenberg.
Film horror norvegese, sequel di Fritt vilt.

## Trama
Jannicke, unica sopravvissuta della sua comitiva, viene ritrovata nel bel mezzo della neve in stato catatonico e semi cosciente da una specie di poliziotto, Ole. La superstite viene portata all'ospedale più vicino, dove lavorano anche la ragazza di Ole, Camilla, l'infermiera Audhild e il medico Herman. La ragazza racconta tutto quello che è accaduto alla polizia, ma viene a stento creduta. Lo sceriffo Einar insieme al suo amico Kim e Ole, decidono comunque di controllare il posto in cui "il mostro delle nevi" è morto. Camilla, si domanda se quello che è successo a Jannicke sia vero, e per questo cerca di avvicinarsi, ma la ragazza si dimostra molto diffidente, si apre invece con Daniel, un ragazzo rimasto all'ospedale per un braccio rotto in attesa della madre che sarebbe venuta l'indomani. Einar, Kim e Ole trovano i corpi dei quattro amici di Jannicke e del mostro delle nevi. Chiamano così la scientifica, ma gli viene informato che sarebbero arrivati soltanto il mattino seguente e che fino ad allora saranno da soli. I cinque cadaveri, vengono trasportati in ospedale, dove Einar vede che il mostro delle nevi ha una voglia su un occhio. Si reca così nel suo ufficio, e apre il documento di un ragazzo scomparso, scoprendo che il ragazzino e il killer sono la stessa persona. Jannicke, ha il permesso di vedere il corpo dei suoi amici, ma quando lo fa, intravede anche quello del mostro delle nevi, e la sua ira scoppia da un momento all'altro, per piangere poi tra le braccia di Camilla. Ritornando nella scena del delitto, i poliziotti scoprono che ci sono più vittime di quanto credessero
Audhild scopre che l'assassino è ancora vivo, e che era malato di ipotermia per questo era impossibile sentire il suo battito cardiaco. L'infermiera, insieme a Herman e Camilla lo rianimano, nonostante Jannicke cerca vanamente di fermarli. Così facendo, però si auto condannano all'inferno. Il mostro si sveglia, squarcia la gola a Sverre, il poliziotto che stava di guardia, uccidendolo. Poi arriva il turno di Audhild, che muore a colpi di estintori. Mentre Jannicke si risveglia da un orribile sogno e scopre di essere stata legata dai dottori, Camilla scopre il corpo di Audhild, comprendendo quello che sta succedendo. Herman, ignaro di quello che sta succedendo, si reca nei sotterranei per controllare il generatore, ma viene ucciso dall'assassino. Einar, incontra Haldor, uno dei poliziotti che ha indagato sulla scomparsa del ragazzo, scoprendo che il mostro delle nevi non è affatto normale. Nato morto, il suo cuore incominciò a battere soltanto dopo quattro ore, e non pianse come un normale bambino. Jannicke si libera dalle corde grazie all'aiuto di Daniel, e dopo aver nascosto quest'ultimo in un armadio, dà la caccia al Killer. La ragazza e Camilla, chiudono il mostro nell'obitorio, e insieme a Daniel riescono a fuggire dall'ospedale, per trovarsi Ole, Einar e Kim al di fuori di esso.
Daniel viene portato a casa da sua madre, regalando un sorriso innocente a Jannicke. I tre poliziotti entrano all'interno dell'ospedale con l'intenzione di uccidere una volta per tutte il mostro delle nevi. Trovato il corpo dei loro amici, i tre vengono attaccati dall'assassino e soltanto Ole, nonostante le ferite riesce a salvarsi. Il mostro attacca poi le due ragazze, ma viene colpito da Ole, che successivamente muore. Assetata di vendetta, Jannicke si dirige all'hotel, lasciando Camilla sola con i cadaveri dei ragazzi. Arrivata dentro la struttura, scrive nel libro degli ospiti il nome dei suoi amici, per dare una prova di quello che è successo a coloro che verranno. Dopo una lunga attesa, il mostro e la superstite si scontrano e, con la venuta improvvisa di Camilla, la ragazza riesce a uccidere l'assassino infilzandogli il piccone nel cuore, vendicando tutti coloro morti finora.